# Porto sud di Castiglioncello
Il Porto sud di Castiglioncello è uno dei due porti di Castiglioncello, località balneare del comune di Rosignano Marittimo sul Mar Ligure.

## Descrizione
Il porto, adatto soltanto a piccole imbarcazioni per i bassi fondali che lo caratterizzano, risulta essere maggiormente attrezzato rispetto al Porto nord, dal quale dista 300 metri (verso Est). Si trova dopo la pineta Marradi procedendo verso sud in direzione di Caletta, sulla passeggiata del lungomare Cristoforo Colombo.
Può accogliere circa 80 imbarcazioni dalla lunghezza massima di 12 metri; l'ingresso è reso difficoltoso per la presenza di scogli nei dintorni.